# Juan Seguín

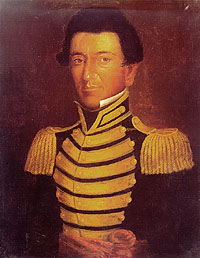
Juan Seguín

Juan Nepomuceno Seguín Becerra (San Antonio de Bexar, 27 oktober 1806 - Nuevo Laredo, 27 augustus 1890) was een Texaans militair en politicus. Het maakte hem een Tejano, dat hij werd geboren toen San Antonio nog Mexicaans was.
Seguín was van jongs af aan politiek betrokken en werd in 1833 burgemeester van zijn geboorteplaats. Seguín was een verklaard tegenstander van de Mexicaanse president Antonio López de Santa Anna. Bij het uitbreken van de Texaanse Revolutie sloot Seguín zich aan bij de Texaanse rebellen. Seguín vocht mee tijdens de belegering van de Alamo. Omdat hij de enige was die Spaans sprak, werd hij er door de verdedigers als boodschapper op uitgestuurd om de situatie door te geven aan Sam Houston. Toen Seguín terugkeerde bij de Alamo waren de verdedigers uitgemoord door het Mexicaanse leger. Seguín leidde een bataljon Tejano's tijdens de slag bij San Jacinto en was een van de ondertekenaars van het Verdrag van Velasco, waarin de onafhankelijkheid van de Republiek Texas werd bekrachtigd.
Hierna werd hij benoemd tot militair gouverneur van San Antonio, een post die hij in 1838 opgaf om in de Texaanse senaat gekozen te worden. Als senator slaagde hij erin een wet in te voeren waardoor alle officiële documenten naast het Engels ook in het Spaans moesten worden gedrukt. In 1840 leidde hij een kortstondige militaire expeditie om in de Republiek van de Rio Grande weer tegen de Mexicanen te vechten. Daarna werd hij voor de tweede keer tot burgemeester gekozen. Seguín kreeg in toenemende mate te maken met conflicten tussen Texianen, Anglo-Amerikaanse Texanen, en Tejano's, Spaans-Mexicaanse Texanen. Seguín werd beschuldigd van corruptie en van het heulen met de Mexicaanse regering. Nadat in 1842 een Texaanse poging Nieuw Mexico te veroveren mislukte en het Mexicaanse leger San Antonio aanviel besloot hij naar Mexico te vluchten, "om een toevluchtsoord te zoeken bij mijn vijanden".
Seguín sloot zich aan bij het Mexicaanse leger en vocht tijdens de Mexicaans-Amerikaanse Oorlog aan Mexicaanse zijde tegen de Amerikaanse invallers. Na de oorlog besloot hij toch terug te keren naar Texas, waar hij verschillende functies in de lokale politiek bekleedde, maar sinds 1869 verkoos hij definitief Mexico. Daar is hij in 1890 overleden. Zijn stoffelijk overschot werd in 1974 herbegraven in Texas, in de plaats Seguin die naar hem is genoemd.
Seguín was de oom van Ignacio Zaragoza, de Mexicaanse generaal die op 5 mei 1862 de Fransen versloeg in de Slag bij Puebla.
- Gemeinsame Normdatei: 119328712
- International Standard Name Identifier: 0000 0000 2378 1226
- Library of Congress Control Number: n82202267
- Nederlandse Thesaurus van Auteursnamen: 291042376
- SNAC: w6qj8r1f
- Virtual International Authority File: 77123122
- WorldCat: E39PBJyGTBYqR9VwDP6RqXmGHC